# Paratrypanius flavovittatus
Paratrypanius flavovittatus är en skalbaggsart som beskrevs av Aurivillius 1908. Paratrypanius flavovittatus ingår i släktet Paratrypanius och familjen långhorningar.
Artens utbredningsområde är Samoa. Inga underarter finns listade i Catalogue of Life.